# Municipio de Cuautempan
El municipio de Cuautempan (AFI: [kwaw'tempan]) (del nahuatl: cuautli, tentli, pan ‘bosque, orilla, en’‘En la orilla del bosque’) es uno de los 217 municipios del estado mexicano de Puebla. Su cabecera es la localidad de Cuautempan. Se localiza en el norte de la entidad, en la zona de la Sierra Norte. Forma parte de la región económica de la Sierra Norte y su cabecera es la localidad de San Esteban Cuautempan.

## Historia
La región fue poblada en el periodo prehispánico por totonacas, siendo conquistada por los españoles en 1521. Durante el siglo XIX fue parte del distrito de Tetela, constituyéndose como municipio libre en 1895.

## Geografía
El municipio de Cuautempan limita al norte con Zongozotla, al oriente con Huitzilan de Serdán, al sur con Tetela de Ocampo y al poniente con Tepetzintla. Cuenta con una superficie de 84.5 km² y se localiza en el norte del estado de Puebla. La demarcación se encuentra sobre las estribaciones de la Sierra Norte de Puebla, con alturas que van de los 800 a los 2600 m s. n. m.

### Hidrografía
Cuautempan se encuentra en la subcuenca del río Tecuantepec, dentro de la cuenca del río Tecolutla, parte de la región hidrológica de Tuxpan-Nautla.

## Demografía
De acuerdo al INEGI, en 2020 Cuautempan contaba con 9,837 habitantes, equivalentes al 0.15% de la población del estado. La densidad de población del municipio es de 160.45 habitantes por kilómetro cuadrado. El 71% de la población habla alguna lengua indígena, siendo el más hablado el idioma náhuatl.

### Localidades
El municipio se encuentra conformado por 17 localidades, de las cuales la más poblada es la cabecera, San Esteban Cuautempan, con 1 094 habitantes en 2010.

## Política
El ayuntamiento de Cuautempan está conformado por un presidente municipal, un síndico, cinco regidores de mayoría relativa y uno de representación proporcional. El puesto de presidente municipal lo ocupa Flor de Coral Rodríguez Carcamo para el periodo 2014-2018.

### Regionalización
Cuautempan pertenece a la región socioeconómica de la Sierra Norte, al distrito local electoral 23 con sede en Tetela de Ocampo y al distrito federal electoral 2 con sede en Zacatlán.